# Tamanuku
Tamanuku ist ein Fußballverein aus Nukufetau. Seine Spiele trägt er wie alle anderen Clubs in Tuvalu im 1.500 Plätze großen Stadion in Funafuti aus.

## Erfolge

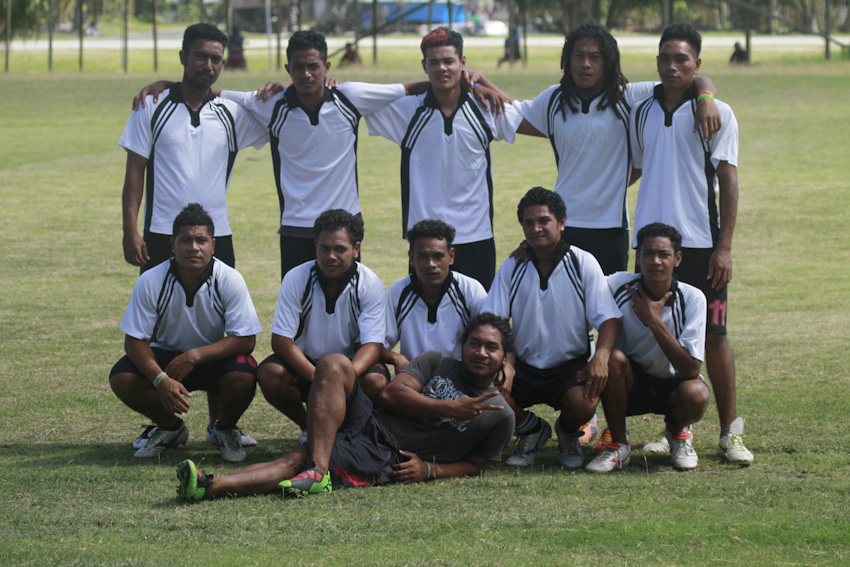
Tamanuku (2012)

- Independence Cup: 1

2005